# Parc Natural d'Ôbo
El Parc natural d'Ôbo (portuguès Parque Natural Ôbo) és un parc nacional del país africà de São Tomé i Príncipe, que abasta cerca 235 km² (30% de l'illa) de São Tomé al sud i 65 km² de l'Illa de Príncipe. Va ser creat en 2006, amb l'objectiu de protegir la gran biodiversitat existent a l'arxipèlag. Malgrat el seu nom, té la categoria de parc nacional de la Unió Internacional per a la Conservació de la Natura (UICN).
El parc és conegut a nivell internacional entre els conservacionistes per la seva gran riquesa biològica i la seva densa selva tropical verge de manglars i sabana. També es caracteritza per una gran varietat de biòtops, des de les terres baixes i boscos de muntanya, als manglars i la zona de la sabana, que contribueixen a un ecosistema únic.

## Història
En 1988, un grup de científics classificà la forest de São Tomé i Príncipe com la segona més important, en termes d'interès biològic, entre 75 forests d'Àfrica. El Fons Mundial per la Natura ha inclòs les forests del parc nacional en el Global 200, les 200 àrees biològiques més importants del planeta i la forest d'Obô és considerada una Important Bird Area (IBA) d'Àfrica.
En 2006 es va crear el Parc Natural Ôbo amb la finalitat de protegir la riquíssima biodiversitat existent al país.

## Geografia

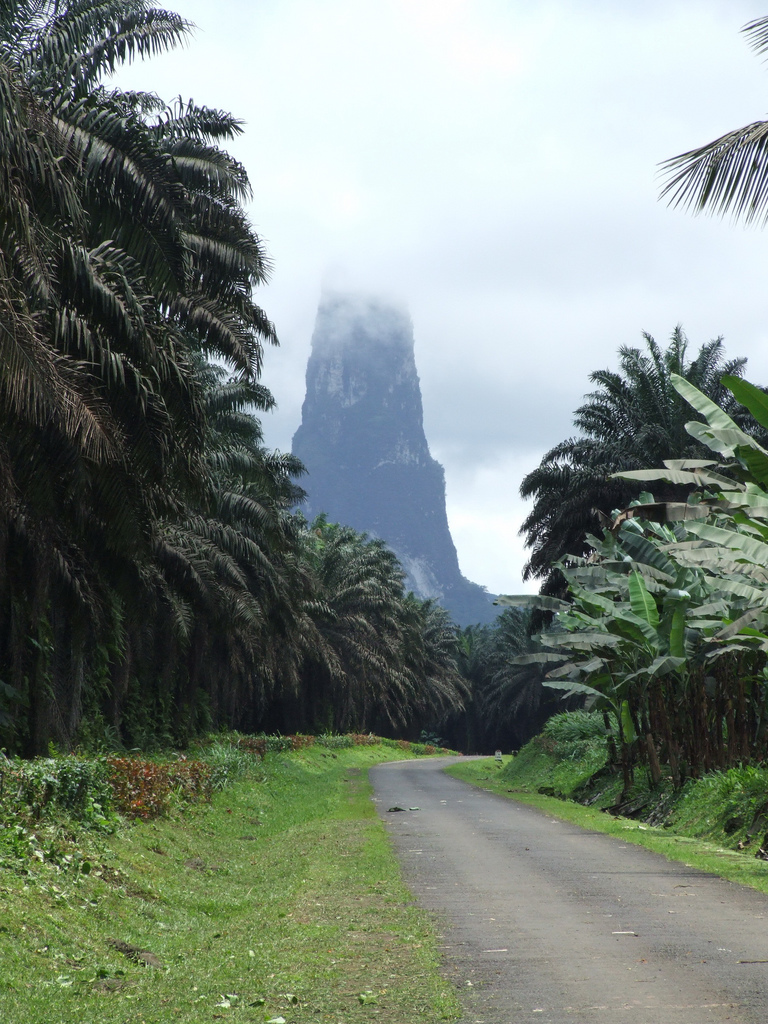
Vista de Pico Cão Grande, al Parc

Pico Cão Grande es troba a la part sud-central del parc a l'illa de Sao Tomé i emergeix de manera espectacular en la forma semblant a una agulla de 300 metres sobre el terreny circumdant i arribant a una alçària de 663 metres.
La precipitació mitjana anual és de 2.493 mm. L'elevació del parc oscil·la entre 0-1973 m.

## Flora i fauna
Les selves tropicals contenen 100 orquídies úniques, i unes 700 espècies de flora. La fauna del parc inclou el manatí africà, així com la granota de Newton, la ranota arborícola gegant de Sao Tome, la granota del golf de Moller i la granota del riu Peters.